# Zehn Abende
Die Zehn Abende, auch Zehn Abende der Dichtung, waren eine jährlich stattfinde Kulturveranstaltungsreihe in Teheran in den 1970er Jahren. Sie fand ab 1977 stets zwischen dem 10. und 19. Oktober statt. Im Jahr 1977 veranstalteten die Iranische Gesellschaft der Schriftsteller, der Kulturverein Deutsch-Iranischer Beziehungen und das Goethe-Institut an zehn Abenden Lesungen und Diskussionen im Garten des Kulturvereins Deutsch-Iranischer Beziehungen. An diesen zehn Abenden, die als "Zehn Abende" oder "Zehn Abende der Dichtung" bekannt wurden, beteiligten sich mehr als sechzig Dichter und Schriftsteller. Einer der Initiatoren und Organisatoren der Veranstaltung  für das Goethe-Institut war der damalige stellvertretende Leiter des Institutes Kurt Scharf.
Im ersten Jahr nahmen am ersten Abend mehr als 10.000 Personen Teil, wegen des zunehmend schlechteren Wetters am letzten jedoch nur noch rund 3.000.
Es gab Lesungen von 57 Dichtern und Schriftstellern an diesen zehn Abenden. Diese wurden jeweils anmoderiert durch Kollegen der Iranischen Gesellschaft der Schriftsteller. Alle Lesungen wurden mittels Audiomitschnitten festgehalten und später veröffentlicht.

## Kritik
Unter den 57 Vortragenden waren lediglich vier Frauen, nämlich Simin Daneschwar, Tahereh Saffarzadeh, Betul 'Azizpur und Farrokh Tamimi. Noch während des Applauses zum Beitrag Simin Daneschwars deutete der ebenfalls anwesende Eslam Kazemiyeh diesen als ihr und ihrem verstorbenen Ehemann Dschalāl Āl-e Ahmad geltend um. Der Beitrag Betul 'Azizpurs hingegen wurde in der Veröffentlichung Mo'azzens ausgelassen.